# Триселенид дигадолиния
Триселенид дигадолиния — бинарное неорганическое соединение
селена и гадолиния
с формулой Gd2Se3,
кристаллы.

## Получение
- Сплавление стехиометрических количеств чистых веществ:

{\displaystyle {\mathsf {3Se+2Gd\ {\xrightarrow {1700^{o}C}}\ Gd_{2}Se_{3}}}}

## Физические свойства
Триселенид дигадолиния образует кристаллы 
ромбической сингонии, пространственная группа P nma, параметры ячейки a = 1,118 нм, b = 0,405 нм, c = 1,098 нм, Z = 4, структура типа трисульфида дисурьмы Sb2S3.
Имеется высокотемпературная модификация
кубической сингонии, пространственная группа I 43d, параметры ячейки a = 0,8718 нм, структура типа тетрафосфида тритория Th3P4
.
Соединение конгруэнтно плавится при температуре ≈1700°C.